# Settlement Creek
Settlement Creek är ett vattendrag i Australien. Det ligger i delstaten Queensland, omkring 1 900 kilometer nordväst om delstatshuvudstaden Brisbane.
Omgivningarna runt Settlement Creek är i huvudsak ett öppet busklandskap. Trakten runt Settlement Creek är nära nog obefolkad, med mindre än två invånare per kvadratkilometer. Genomsnittlig årsnederbörd är 1 105 millimeter. Den regnigaste månaden är januari, med i genomsnitt 423 mm nederbörd, och den torraste är augusti, med 1 mm nederbörd.